# George Constantine
George Constantine (22 de fevereiro de 1918 – 7 de janeiro de 1968) foi um automobilista norte-americano que participou do Grande Prêmio dos Estados Unidos de 1959 de Fórmula 1.